# Brachynervus truncatus
Brachynervus truncatus là một loài tò vò trong họ Ichneumonidae.